# 삼양바이오팜
삼양바이오팜은 2011년 11월 1일에 설립한 대한민국의 제약기업이다.

## 제품
- 류마스탑 (소염진통제)
- 니코스탑 (금연)